# Liste der Stolpersteine in Hamburg-Barmbek-Süd
Die Liste der Stolpersteine in Hamburg-Barmbek-Süd enthält alle Stolpersteine, die im Rahmen des gleichnamigen Kunstprojekts von Gunter Demnig in Hamburg-Barmbek-Süd verlegt wurden. Mit ihnen soll Opfern des Nationalsozialismus gedacht werden, die in Hamburg-Barmbek-Süd lebten und wirkten.
Diese Seite ist Teil der Liste der Stolpersteine in Hamburg, da diese mit insgesamt 7202 (Stand: Juni 2025) Steinen zu groß würde und deshalb je Stadtteil, in dem Steine verlegt wurden, eine eigene Seite angelegt wurde.
| Adresse                                 | Person(en)                             | Inschrift | Bilder                                            | Anmerkung |
| --------------------------------------- | -------------------------------------- | --- | ------------------------------------------------- | --- |
| Adolph-Schönfelder-Straße ggü. Nr. 11 · | Paul Siems                             | Hier wohnte Paul Siems Jg. 1902 gedemütigt/entrechtet Flucht in den Tod 22.12.1941 Hasselt/Belgien                                                                             | Stolperstein für Paul Siems                       | Eintrag auf stolpersteine-hamburg.de |
| Adolph-Schönfelder-Straße 31 ·          | Irma Sperling                          | Hier wohnte Irma Sperling Jg. 1930 ermordet 8.1.1944 Heilanstalt Steinhof Wien                                                                                                 | Stolperstein für Irma Sperling                    | Eintrag auf stolpersteine-hamburg.de |
| Adolph-Schönfelder-Straße 33–39 ·       | Carl Gebhardt                          | Hier wohnte Carl Gebhardt Jg. 1911 mehrmals verhaftet zuletzt 1942 KZ Fuhlsbüttel ‚Frontbewährung‘ tot 25.7.1943 Orjol/Sowjetunion                                             |                                                   | Eintrag auf stolpersteine-hamburg.de Stein liegt vor der Zuwegung zu den Hausnummern 35–39 |
| Amselstraße 5 ·                         | Ilse Laartz                            | Hier wohnte Ilse Laartz Jg. 1929 eingewiesen 1932 Alsterdorfer Anstalten ‚verlegt‘ 16.8.1943 Am Steinhof Wien ermordet 14.6.1944                                               | Stolperstein für Ilse Laartz                      | Eintrag auf stolpersteine-hamburg.de |
| Bachstraße 35 ·                         | Gisela Martens                         | Hier wohnte Gisela Martens Jg. 1936 eingewiesen 1940 Alsterdorfer Anstalten ‚verlegt‘ 16.8.1943 Am Steinhof/Wien ‚Kinderfachabteilung‘ ermordet 4.9.1943                       | Stolperstein für Gisela Martens                   | Eintrag auf stolpersteine-hamburg.de Stein liegt Ecke Heinrich-Hertz-Straße |
| Bachstraße 63 ·                         | Herbert Kopatschek                     | Hier wohnte Herbert Kopatschek Jg. 1911 eingewiesen 1914 Alsterdorfer Anstalten ‚verlegt‘ 7.8.1943 Heilanstalt Eichberg 12.10.1943 Hadamar ermordet 19.10.1943                 | Stolperstein für Herbert Kopatschek               | Eintrag auf stolpersteine-hamburg.de |
| Bachstraße 77 ·                         | Leo Rechtschaffen                      | Hier wohnte Leo Rechtschaffen Jg. 1919 ‚Polenaktion‘ 1938 Bentschen/Zbaszyn ermordet im besetzten Polen                                                                        | Stolperstein für Leo Rechtschaffen                | Eintrag auf stolpersteine-hamburg.de |
| Bachstraße 77 ·                         | Rosa Rechtschaffen geb. Haftel         | Hier wohnte Rosa Rechtschaffen geb. Haftel Jg. 1892 ‚Polenaktion‘ 1938 Bentschen/Zbaszyn ermordet im besetzten Polen                                                           | Stolperstein für Rosa Rechtschaffen               | Eintrag auf stolpersteine-hamburg.de |
| Bachstraße 77 ·                         | Wolf Rechtschaffen                     | Hier wohnte Wolf Rechtschaffen Jg. 1892 ‚Polenaktion‘ 1938 Bentschen/Zbaszyn ermordet im besetzten Polen                                                                       | Stolperstein für Wolf Rechtschaffen               | Eintrag auf stolpersteine-hamburg.de |
| Bachstraße 105 ·                        | Walter Rissel                          | Hier wohnte Walter Rissel Jg. 1889 eingewiesen 1939 Alsterdorfer Anstalten ‚verlegt‘ 7.8.1943 Heilanstalt Eichberg 12.10.1943 Hadamar ermordet 16.10.1943                      | Stolperstein für Walter Rissel                    | Eintrag auf stolpersteine-hamburg.de |
| Barmbeker Markt 37 ·                    | Gabriel Jacob Lehr                     | Hier wohnte Dr. Gabriel Jakob Lehr Jg. 1861 deportiert 1942 Theresienstadt ermordet 6.9.1942                                                                                   | Stolperstein für Gabriel Jacob Lehr               | Eintrag auf stolpersteine-hamburg.de |
| Bartholomäusstraße 9c ·                 | Wilhelm Hinrich Wagener                | Hier wohnte Wilhelm Hinrich Wagener Jg. 1904 im Widerstand ‚Schutzhaft‘ 1940 Sachsenhausen ermordet 11.7.1942 Dachau                                                           | Stolperstein für Wilhelm Hinrich Wagener          | Eintrag auf stolpersteine-hamburg.de |
| Bartholomäusstraße 18 ·                 | Ella-Anna Carstens                     | Hier wohnte Ella-Anna Carstens Jg. 1907 eingewiesen 1935 Alsterdorfer Anstalten ‚verlegt‘ 28.7.1941 Heilanstalt Langenhorn 27.11.1941 Heilanstalt Tiegenhof ermordet 24.1.1942 | Stolperstein für Ella-Anna Carstens               | Eintrag auf stolpersteine-hamburg.de |
| Beethovenstraße 9 ·                     | Ella Hermann geb. Katzenstein          | Hier wohnte Ella Hermann geb. Katzenstein Jg. 1883 deportiert 1941 Łodz/Litzmannstadt ermordet 25.6.1942                                                                       | Stolperstein für Ella Hermann                     | Eintrag auf stolpersteine-hamburg.de |
| Beethovenstraße 9 ·                     | Kurt Hermann                           | Hier wohnte Kurt Hermann Jg. 1912 deportiert 1941 Łodz/Litzmannstadt ermordet 9.4.1942                                                                                         | Stolperstein für Ella Hermann                     | Eintrag auf stolpersteine-hamburg.de |
| Bramfelder Straße 23 ·                  | Jacob Schoeps                          | Hier wohnte Dr. Jacob Schoeps Jg. 1877 deportiert 1941 Minsk ermordet | Stolperstein für Jacob Schoeps                    | Eintrag auf stolpersteine-hamburg.de |
| Bramfelder Straße 23 ·                  | Irma Schoeps geb. Levy                 | Hier wohnte Irma Schoeps geb. Levy Jg. 1890 deportiert 1941 Minsk ermordet | Stolperstein für Irma Schoeps                     | Eintrag auf stolpersteine-hamburg.de |
| Bramfelder Straße 23 ·                  | Rudolf Borgzinner                      | Hier wohnte Dr. Rudolf Borgzinner Jg. 1896 deportiert 1943 Theresienstadt KZ Dachau ermordet 5.12.1944                                                                         | Stolperstein für Rudolf Borgzinner                | Eintrag auf stolpersteine-hamburg.de Ein weiterer Stolperstein befindet sich in Hamburg-Eimsbüttel.                                                                                                |
| Brucknerstraße 31 ·                     | Heinrich Moritz Hundskopf              | Hier wohnte Heinrich Moritz Hundskopf Jg. 1868 im Widerstand ‚Schutzhaft‘ 1933 ‚Vorbereitung zum Hochverrat‘ KZ Fuhlsbüttel tot an Haftfolgen 14.6.1933                        | Stolperstein für Heinrich Moritz Hundskopf        | Eintrag auf stolpersteine-hamburg.de |
| Desenißstraße 54 ·                      | Ingrid Hahn                            | Hier wohnte Ingrid Hahn Jg. 1933 eingewiesen 1939 Alsterdorfer Anstalten ‚verlegt‘ 7.8.1943 Heilanstalt Eichberg ermordet 1.9.1943                                             | Stolperstein für Ingrid Hahn                      | Eintrag auf stolpersteine-hamburg.de |
| Döscherstraße 13 ·                      | Max Moses                              | Hier wohnte Max Moses Jg. 1884 im Widerstand/SPD ‚Schutzhaft‘ 1938 Sachsenhausen deportiert 1943 Auschwitz ermordet 26.8.1943                                                  | Stolperstein für Max Moses                        | Eintrag auf stolpersteine-hamburg.de |
| Elsastraße ·                            | Hans Podeyn                            | Hier wohnte Hans Podeyn Jg. 1888 mehrmals verhaftet zuletzt 1939 KZ Fuhlsbüttel ermordet 13.3.1942 Buchenwald                                                                  | Stolperstein für Hans Podeyn                      | Eintrag auf stolpersteine-hamburg.de Ein weiterer Stolperstein befindet sich in Neumünster. |
| Elsastraße 17 ·                         | Olga Wagner                            | Hier wohnte Olga Wagner Jg. 1888 deportiert 1941 Łodz/Litzmannstadt ermordet 17.1.1942                                                                                         | Stolperstein für Elsa Wagner                      | Eintrag auf stolpersteine-hamburg.de |
| Elsastraße 67 ·                         | Uwe Oswald                             | Hier wohnte Uwe Oswald Jg. 1939 eingewiesen 1941 Alsterdorfer Anstalten ‚verlegt‘ 7.8.1943 Heilanstalt Kalmenhof ermordet 9.11.1943                                            | Stolperstein für Uwe Oswald                       | Eintrag auf stolpersteine-hamburg.de |
| Feßlerstraße 2 ·                        | Martha Franck geb. Grübel              | Hier wohnte Martha Franck geb. Grübel Jg. 1890 deportiert 1942 Theresienstadt 1944 Auschwitz ermordet                                                                          | Stolperstein für Martha Franck                    | Eintrag auf stolpersteine-hamburg.de |
| Feßlerstraße 2 ·                        | Hermann Franck                         | Hier wohnte Hermann Franck Jg. 1869 deportiert 1942 Theresienstadt ermordet 10.2.1943                                                                                          | Stolperstein für Hermann Franck                   | Eintrag auf stolpersteine-hamburg.de |
| Flotowstraße 14 ·                       | Günther Penning                        | Hier wohnte Günther Penning Jg. 1933 eingewiesen 1936 Alsterdorfer Anstalten ‚verlegt‘ 7.8.1943 ‚Heilanstalt‘ Kalmenhof/Idstein ermordet 4.9.1943                              | Stolperstein für Günther Penning                  | Eintrag auf stolpersteine-hamburg.de |
| Flotowstraße 15 ·                       | Erna Meyer                             | Hier wohnte Erna Meyer geb. Nacke Jg. 1898 eingewiesen 1935 Versorgungsheim Hamburg ‚verlegt‘ ‚Heilanstalt‘ Meseritz-Obrawalde ermordet 9.3.1944                               | Stolperstein für Günther Penning                  | Eintrag auf stolpersteine-hamburg.de |
| Framheinstraße 4 ·                      | Friedrich Meier                        | Hier wohnte Friedrich Meier Jg. 1865 mehrmals verhaftet zuletzt 1940 KZ Fuhlsbüttel Flucht in den Tod 2.3.1940                                                                 | Stolperstein für Friedrich Meier                  | Eintrag auf stolpersteine-hamburg.de |
| Friedrichsberger Straße 35 ·            | Andreas London                         | Hier wohnte Andreas London Jg. 1882 deportiert 1943 Theresienstadt ermordet 18.1.1944                                                                                          | Stolperstein für Andreas London                   | Eintrag auf stolpersteine-hamburg.de |
| Friedrichsberger Straße 60 ·            | Dörte Helm-Heise geb. Helm             | Hier wohnte Dörte Helm-Heise geb. Helm Jg. 1898 Berufsverbot 1933 gedemütigt/entrechtet tot 24.2.1941                                                                          | Stolperstein für Dörte Helm-Heise                 | Eintrag auf stolpersteine-hamburg.de |
| Gluckstraße 9 ·                         | Doris Levin geb. Cohn                  | Hier wohnte Doris Levin geb. Cohn Jg. 1878 deportiert 1941 Ghetto Minsk ermordet                                                                                               | Stolperstein für Doris Levin geb. Cohn            | Eintrag auf stolpersteine-hamburg.de |
| Gluckstraße 9 ·                         | Moritz Levin                           | Hier wohnte Moritz Levin Jg. 1876 deportiert 1941 Ghetto Minsk ermordet | Stolperstein für Moritz Levin                     | Eintrag auf stolpersteine-hamburg.de |
| Gluckstraße 9 ·                         | Rachel Levin                           | Hier wohnte Rachel Levin Jg. 1921 deportiert 1941 Ghetto Minsk ermordet | Stolperstein für Rachel Levin                     | Eintrag auf stolpersteine-hamburg.de |
| Gluckstraße 22 ·                        | Albert Levisohn                        | Hier wohnte Albert Levisohn Jg. 1891 deportiert 1941 Łodz tot 18.2.1942 | Stolperstein für Albert Levisohn                  | Eintrag auf stolpersteine-hamburg.de |
| Gluckstraße 22 ·                        | Cilly Levisohn geb. Magnus             | Hier wohnte Cilly Levisohn geb. Magnus Jg. 1894 deportiert 1941 Łodz 1942 weiterdeportiert ???                                                                                 | Stolperstein für Cilly Levisohn                   | Eintrag auf stolpersteine-hamburg.de |
| Gluckstraße 22 ·                        | Rolf William Levisohn                  | Hier wohnte Rolf William Levisohn Jg. 1920 deportiert 1941 Łodz 1942 weiterdeportiert ???                                                                                      | Stolperstein für Rolf William Levisohn            | Eintrag auf stolpersteine-hamburg.de Ein weiterer Stolperstein befindet sich in Hamburg-Winterhude.                                                                                                |
| Gluckstraße 32 ·                        | Adele Rieper geb. Süssmilch            | Hier wohnte Adele Rieper geb. Süssmilch Jg. 1889 eingewiesen 1935 Alsterdorfer Anstalten ‚verlegt‘ 16.8.1943 ‚Heilanstalt‘ Am Steinhof/Wien ermordet 5.1.1944                  | Stolperstein für Adele Rieper                     | Eintrag auf stolpersteine-hamburg.de |
| Hamburger Straße 38 ·                   | Alfred Markus                          | Hier wohnte Alfred Markus Jg. 1894 Flucht 1938 Holland interniert Westerbork deportiert 1943 Sobibor ermordet 7.5.1943                                                         | Stolperstein für Alfred Markus                    | Eintrag auf stolpersteine-hamburg.de |
| Hamburger Straße 38 ·                   | Meta Markus geb. Aronsohn              | Hier wohnte Meta Markus geb. Aronsohn Jg. 1894 Flucht 1938 Holland interniert Westerbork deportiert 1943 Sobibor ermordet 7.5.1943                                             | Stolperstein für Meta Markus                      | Eintrag auf stolpersteine-hamburg.de |
| Hamburger Straße 164 ·                  | Maier David Freschel                   | Hier wohnte Maier David Freschel Jg. 1888 deportiert 1938 Zbaszyn ermordet | Stolperstein für Maier David Freschel             | Eintrag auf stolpersteine-hamburg.de Höhe Hamburger Straße/Ecke Volksdorfer Straße |
| Hamburger Straße 164 ·                  | Heinz Leon Freschel                    | Hier wohnte Heinz Leon Freschel Jg. 1918 deportiert 1938 Zbaszyn ermordet | Stolperstein für Heinz Leon Freschel              | Eintrag auf stolpersteine-hamburg.de Höhe Hamburger Straße/Ecke Volksdorfer Straße |
| Hamburger Straße 164 ·                  | Henny Freschel geb. Ulrich             | Hier wohnte Henny Freschel geb. Ulrich Jg. 1889 deportiert 1938 Zbaszyn 1941 Łodz ermordet                                                                                     | Stolperstein für Henny Freschel geb. Ulrich       | Eintrag auf stolpersteine-hamburg.de Höhe Hamburger Straße/Ecke Volksdorfer Straße |
| Hamburger Straße 199–205 ·              | Hedwig Tuteur geb. Salomon             | Hier wohnte Hedwig Tuteur geb. Salomon Jg. 1884 deportiert 1941 Minsk ermordet                                                                                                 | Stolperstein für Hedwig Tuteur geb. Salomon       | Eintrag auf stolpersteine-hamburg.de rechts vor Nr. 181 |
| Hansdorfer Straße 23–25 ·               | Karla Dietzel                          | Hier wohnte Karla Dietzel Jg. 1915 eingewiesen 1919 Alsterdorfer Anstalten ‚verlegt‘ 28.7.1941 Heilanstalt Langenhorn 27.11.1941 Tiegenhof ermordet 31.12.1944                 | Stolperstein für Karla Dietzel                    | Eintrag auf stolpersteine-hamburg.de |
| Heinskamp 14 ·                          | Käthe Büttner                          | Hier wohnte Käthe Büttner Jg. 1909 eingewiesen 1935 Alsterdorfer Anstalten ‚verlegt‘ 16.8.1943 ‚Heilanstalt‘ Am Steinhof/Wien ermordet 4.6.1944                                | Stolperstein für Eva Riechers                     | Eintrag auf stolpersteine-hamburg.de |
| Heinskamp 20 ·                          | Wolff William Hagenow                  | Hier wohnte Wolff William Hagenow Jg. 1871 deportiert 1944 Theresienstadt ermordet 16.4.1944                                                                                   | Stolperstein für Wolff William Hagenow            | Eintrag auf stolpersteine-hamburg.de |
| Heitmannstraße 68 ·                     | Else Blum geb. Eisenstein              | Hier wohnte Else Blum geb. Eisenstein Jg. 1910 deportiert 1941 ermordet in Minsk                                                                                               | Stolperstein für Else Blum                        | Eintrag auf stolpersteine-hamburg.de |
| Heitmannstraße 68 ·                     | Karl Blum                              | Hier wohnte Karl Blum Jg. 1907 deportiert 1941 ermordet in Minsk | Stolperstein für Karl Blum                        | Eintrag auf stolpersteine-hamburg.de |
| Heitmannstraße 68 ·                     | Ruth Eisenstein                        | Hier wohnte Ruth Eisenstein Jg. 1931 deportiert 1941 Minsk ??? | Stolperstein für Ruth Eisenstein                  | Eintrag auf stolpersteine-hamburg.de |
| Herderstraße 24 ·                       | Alwin Knötsch                          | Hier wohnte Alwin Knötsch Jg. 1894 eingewiesen 1938 Alsterdorfer Anstalten ‚verlegt‘ 12.10.1943 Heilanstalt Hadamar ermordet 29.10.1943                                        | Stolperstein für Alwin Knötsch                    | Eintrag auf stolpersteine-hamburg.de |
| Herderstraße 32 ·                       | Gertrud Rosenbaum geb. Levy            | Hier wohnte Gertrud Rosenbaum geb. Levy Jg. 1891 deportiert 1941 Riga ermordet                                                                                                 | Stolperstein für Gertrud Rosenbaum                | Eintrag auf stolpersteine-hamburg.de |
| Humboldtstraße 20 ·                     | Dieter Hollenrieder                    | Hier wohnte Dieter Hollenrieder Jg. 1940 eingewiesen 1943 Alsterdorfer Anstalten ‚verlegt‘ 7.8.1943 Heilanstalt Kalmenhof ermordet 17.8.1943                                   | Stolperstein für Dieter Hollenrieder              | Eintrag auf stolpersteine-hamburg.de |
| Humboldtstraße 48 ·                     | Alfred Jenzsch                         | Hier wohnte Alfred Jenzsch Jg. 1906 im Widerstand/SPD ‚Schutzhaft‘ 1937 Gefängnis Fuhlsbüttel Zuchthaus Fuhlsbüttel 1943 Strafbataillon 999 Griechenland tot 29. Feb. 1944     | Stolperstein für Alfred Jenzsch                   | Eintrag auf stolpersteine-hamburg.de |
| Humboldtstraße 56 ·                     | Ilse Löwenstein                        | Hier wohnte Ilse Löwenstein Jg. 1924 deportiert 1941 Minsk ermordet | Stolperstein für Ilse Löwenstein                  | Eintrag auf stolpersteine-hamburg.de Die Stadtteilschule in der Humboldtstraße 89, die sie bis 1939 besuchte, wurde 2014 nach ihr benannt und heißt nun Ilse-Löwenstein-Schule.                    |
| Humboldtstraße 56 ·                     | Martha Löwenstein geb. Bielefeld       | Hier wohnte Martha Löwenstein geb. Bielefeld Jg. 1884 deportiert 1941 Minsk ermordet                                                                                           | Stolperstein für Martha Löwenstein geb. Bielefeld | Eintrag auf stolpersteine-hamburg.de |
| Humboldtstraße 56 ·                     | Julius Löwenstein                      | Hier wohnte Julius Löwenstein Jg. 1881 deportiert 1941 Minsk ermordet | Stolperstein für Julius Löwenstein                | Eintrag auf stolpersteine-hamburg.de |
| Humboldtstraße 64–66 ·                  | Johanna Koch geb. Höfer                | Hier wohnte Johanna Koch geb. Höfer Jg. 1869 eingewiesen 1933 Heilanstalt Langenhorn ‚verlegt‘ 16.8.1943 Am Steinhof/Wien ermordet 25.3.1944                                   | Stolperstein für Johanna Koch                     | Eintrag auf stolpersteine-hamburg.de |
| Humboldtstraße 122 ·                    | Willi Bröckler                         | Hier wohnte Willi Bröckler Jg. 1897 verhaftet 1937 KZ Fuhlsbüttel Groß-Rosen ermordet 22.10.1941                                                                               | Stolperstein für Willi Bröckler                   | Eintrag auf stolpersteine-hamburg.de |
| Langenrehm 14 ·                         | Fritz Klein                            | Hier wohnte Fritz Klein Jg. 1901 verhaftet 1934 KZ Fuhlsbüttel ermordet 24.6.1934                                                                                              | Stolperstein für Fritz Klein                      | Eintrag auf stolpersteine-hamburg.de |
| Marschnerstraße 10 ·                    | Ernst Lambrecht                        | Hier wohnte Ernst Lambrecht Jg. 1916 eingewiesen 1932 Alsterdorfer Anstalten ‚verlegt‘ 26.8.1941 Heilanstalt Langenhorn Meseritz-Obrawalde ermordet 21.2.1944                  | Stolperstein für Ernst Lambrecht                  | Eintrag auf stolpersteine-hamburg.de Stein liegt Ecke Holsteinischer Weg |
| Mesterkamp 38 ·                         | Marga Bernhardt                        | Hier wohnte Marga Bernhardt Jg. 1922 eingewiesen 1927 Alsterdorfer Anstalten ‚verlegt‘ 16.8.1943 Am Steinhof Wien ermordet 6.1.1944                                            | Stolperstein für Marga Bernhardt                  | Eintrag auf stolpersteine-hamburg.de |
| Mozartstraße 4–10 ·                     | Paul Lucht                             | Hier wohnte Paul Lucht Jg. 1899 mehrmals verhaftet Bagatelldelikte 1940 verurteilt §175 Gefängnis Altona 1940 Neuengamme ermordet 19.1.1942                                    |                                                   | Eintrag auf stolpersteine-hamburg.de wurde im Oktober 2020 ausgetauscht (vorheriger Stein) |
| Mozartstraße 34 ·                       | Adolph Meyer                           | Hier wohnte Adolph Meyer Jg. 1871 deportiert 1942 Theresienstadt ermordet 16.3.1944                                                                                            |                                                   | Eintrag auf stolpersteine-hamburg.de |
| Mozartstraße 34 ·                       | Martha Meyer geb. Breslauer            | Hier wohnte Martha Meyer geb. Breslauer Jg. 1886 deportiert 1942 Theresienstadt 1944 Auschwitz ermordet                                                                        |                                                   | Eintrag auf stolpersteine-hamburg.de |
| Richardstraße 1 ·                       | Auguste Schumacher geb. Braunschweiger | Hier wohnte Auguste Schumacher Jg. 1875 deportiert 1941 Łodz ermordet 6.7.1944                                                                                                 |                                                   | Eintrag auf stolpersteine-hamburg.de links neben der Einfahrt zur Gewerbeschule Holztechnik, Farbtechnik, Raumgestaltung.                                                                          |
| Richardstraße 1 ·                       | Isaak Schumacher                       | Hier wohnte Dr. Isaak Schumacher Jg. 1875 deportiert 1941 Łodz ermordet 12.1.1943                                                                                              |                                                   | Eintrag auf stolpersteine-hamburg.de links neben der Einfahrt zur Gewerbeschule Holztechnik, Farbtechnik, Raumgestaltung. Für Richardstraße 4 siehe Liste der Stolpersteine in Hamburg-Uhlenhorst. |
| Schumannstraße 51 ·                     | Meta Becker                            | Hier wohnte Meta Becker Jg. 1935 eingewiesen 1943 Alsterdorfer Anstalten ‚verlegt‘ 16.8.1943 Am Spiegelgrund ‚Kinderfachabteilung‘ ermordet 24.9.1943                          |                                                   | Eintrag auf stolpersteine-hamburg.de |
| Stieglitzstraße 6–8 ·                   | Waltraud Hoh                           | Hier wohnte Waltraud Hoh Jg. 1928 eingewiesen 1930 Alsterdorfer Anstalten ‚verlegt‘ 1943 Heilanstalt Am Steinhof Wien ermordet 30.10.1944                                      | Stolperstein für Waltraud Hoh                     | Eintrag auf stolpersteine-hamburg.de |
| Uferstraße 15 ·                         | Herbert Cohn                           | Hier wohnte Herbert Cohn Jg. 1893 verhaftet 1938 Dachau/Buchenwald 1939–1943 Zuchthäuser Hamburg/Bremen deportiert 1943 Auschwitz ermordet 12.8.1943                           | Stolperstein für Herbert Cohn                     | Eintrag auf stolpersteine-hamburg.de |
| Uferstraße 17 ·                         | Rosa Goldschmidt geb. Oppenheim        | Hier wohnte Rosa Goldschmidt geb. Oppenheim Jg. 1868 deportiert 1942 Theresienstadt ermordet 17.12.1942                                                                        | Stolperstein für Rosa Goldschmidt                 | Eintrag auf stolpersteine-hamburg.de |
| Vogelweide 49 ·                         | Rudolf Meyer                           | Hier wohnte Rudolf Meyer Jg. 1896 deportiert 1941 Minsk ermordet | Stolperstein für Rudolf Meyer                     | Eintrag auf stolpersteine-hamburg.de |
| Vogelweide 49 ·                         | Irmgard Pick                           | Hier wohnte Irmgard Pick Jg. 1895 deportiert 1941 Minsk ermordet | Stolperstein für Irmgard Pick                     | Eintrag auf stolpersteine-hamburg.de |
| Vogelweide 49 ·                         | Hertha Meyer geb. Pick                 | Hier wohnte Hertha Meyer geb. Pick Jg. 1892 deportiert 1941 Minsk ermordet | Stolperstein für Hertha Meyer                     | Eintrag auf stolpersteine-hamburg.de |
| Vogelweide 49 ·                         | Edith Meyer                            | Hier wohnte Edith Meyer Jg. 1921 deportiert 1941 Minsk ermordet | Stolperstein für Edith Meyer                      | Eintrag auf stolpersteine-hamburg.de |
| Vogteiweg 6 ·                           | Wilhelm Jastram                        | Hier wohnte Wilhelm Jastram Jg. 1895 verhaftet 1936/38 Fuhlsbüttel Flucht in den Tod 13.7.1938                                                                                 | Stolperstein für Wilhelm Jastram                  | Eintrag auf stolpersteine-hamburg.de Stolperstein liegt auf dem Gehweg Vogteiweg vor den Häusern Nr. 6–10                                                                                          |
| Volksdorfer Straße 17a–c ·              | Bruno Steenbuck                        | Hier wohnte Bruno Steenbuck Jg. 1912 eingewiesen 1921 Alsterdorfer Anstalten ‚verlegt‘ 10.8.1943 Heilanstalt Mainkofen ermordet 10.3.1945                                      | Stolperstein für Bruno Steenbuck                  | Eintrag auf stolpersteine-hamburg.de |
| Von-Axen-Straße 13 ·                    | Eva Riechers                           | Hier wohnte Eva Riechers Jg. 1926 eingewiesen 1934 Alsterdorfer Anstalten ‚verlegt‘ 16.8.1943 ‚Heilanstalt‘ Am Steinhof/Wien ermordet 13.2.1945                                | Stolperstein für Eva Riechers                     | Eintrag auf stolpersteine-hamburg.de |
| Von-Essen-Straße 53 ·                   | Max August Grote                       | Hier wohnte Max August Grote Zeuge Jehovas Jg. 1882 inhaftiert Wolfenbüttel tot 21.10.1940                                                                                     | Stolperstein für Max August Grote                 | Eintrag auf stolpersteine-hamburg.de |
| Von-Essen-Straße 82 ·                   | Hans Lieber                            | Hier lehrte Hans Lieber Jg. 1890 verhaftet 1943 ‚Wehrkraftzersetzung‘ 1944 Berlin-Plötzensee tot 20.2.1945 Zuchthaus Celle                                                     | Stolperstein für Hans Lieber                      | Eintrag auf stolpersteine-hamburg.de Ein weiterer Stolperstein befindet sich in Hamburg-Eilbek. |
| Wagnerstraße 47 ·                       | Anna Maria Buller                      | Hier wohnte Anna Maria Buller Jg. 1913 eingewiesen 1931 Staatskrankenanstalt Friedrichsberg ‚verlegt‘ Heilanstalt Hadamar ermordet 6.7.1943                                    | Stolperstein für Anna Maria Buller                | Eintrag auf stolpersteine-hamburg.de |
| Wagnerstraße 60 ·                       | Hugo Meier-Thur                        | Hier wohnte Dr. Hugo Meier-Thur Jg. 1881 verhaftet KZ Fuhlsbüttel ermordet 5.12.1943                                                                                           | Stolperstein für Dr. Hugo Meier-Thur              | Eintrag auf stolpersteine-hamburg.de Ein weiterer Stolperstein befindet sich in Hamburg-Uhlenhorst.                                                                                                |
| Weidestraße 102 ·                       | Herta Böttcher geb. Mein               | Hier wohnte Herta Böttcher geb. Mein Jg. 1899 eingewiesen 1936 Heilanstalt Langenhorn ‚verlegt‘ 2.11.1943 Heilanstalt Meseritz-Obrawalde ermordet 8.11.1943                    | Stolperstein für Herta Böttcher                   | Eintrag auf stolpersteine-hamburg.de liegt vor Nr. 120 |
| Weidestraße 121 ·                       | Luise Schulz                           | Hier wohnte Luise Schulz Jg. 1938 eingewiesen 1940 Alsterdorfer Anstalten ‚verlegt‘ 1943 Heilanstalt Eichberg ermordet 24.9.1943                                               | Stolperstein für Luise Schulz                     | Eintrag auf stolpersteine-hamburg.de |
| Weidestraße 125 ·                       | Karl Johann August Hacker              | Hier wohnte Karl Johann August Hacker Jg. 1906 KPD ermordet 23.11.1933 KZ Fuhlsbüttel                                                                                          | Stolperstein für Karl Johann August Hacker        | Eintrag auf stolpersteine-hamburg.de |
| Weizenkamp 7 ·                          | David Aronstein                        | Hier wohnte David Aronstein Jg. 1888 deportiert 1941 Riga ermordet | Stolperstein für David Aronstein                  | Eintrag auf stolpersteine-hamburg.de |
| Weizenkamp 7 ·                          | Lieselotte Aronstein                   | Hier wohnte Lieselotte Aronstein Jg. 1924 deportiert 1941 Riga ermordet | Stolperstein für Lieselotte Aronstein             | Eintrag auf stolpersteine-hamburg.de |
| Weizenkamp 7 ·                          | Sara Setta Aronstein geb. Rosenbaum    | Hier wohnte Sara Setta Aronstein geb. Rosenbaum Jg. 1895 deportiert 1941 Riga ermordet 28.12.1944 Stutthof                                                                     | Stolperstein für Sara Setta Aronstein             | Eintrag auf stolpersteine-hamburg.de |
| Winterhuder Weg 86 ·                    | Bilha Erna Bezen                       | Hier wohnte Bilha Erna Bezen Jg. 1939 deportiert 1941 Łodz ermordet | Stolperstein für Bilha Erna Bezen                 | Eintrag auf stolpersteine-hamburg.de Stolperstein liegt links vom Eingang des Möbelgeschäftes |
| Winterhuder Weg 86 ·                    | Leonhard Bezen                         | Hier wohnte Leonhard Bezen Jg. 1938 deportiert 1941 Łodz ermordet | Stolperstein für Leonhard Bezen                   | Eintrag auf stolpersteine-hamburg.de Stolperstein liegt links vom Eingang des Möbelgeschäftes |
| Winterhuder Weg 86 ·                    | Erna Bezen geb. Hecht                  | Hier wohnte Erna Bezen geb. Hecht Jg. 1905 deportiert 1941 Łodz ermordet | Stolperstein für Erna Bezen                       | Eintrag auf stolpersteine-hamburg.de Stolperstein liegt links vom Eingang des Möbelgeschäftes |
| Winterhuder Weg 86 ·                    | Aron Bezen                             | Hier wohnte Aron Bezen Jg. 1899 deportiert 1941 Łodz ermordet | Stolperstein für Aron Bezen                       | Eintrag auf stolpersteine-hamburg.de Stolperstein liegt links vom Eingang des Möbelgeschäftes |
| Wohldorfer Straße 3 ·                   | Leo Massenbacher                       | Hier wohnte Leo Massenbacher Jg. 1896 eingewiesen 1940 Heilanstalt Langenhorn ‚verlegt‘ 23.9.1940 Brandenburg ermordet 23.9.1940 ‚Aktion T4‘                                   | Stolperstein für Leo Massenbacher                 | Eintrag auf stolpersteine-hamburg.de |
| Wohldorfer Straße 14 ·                  | Hildegard Gutjahr                      | Hier wohnte Hildegard Gutjahr Jg. 1925 deportiert 1942 Theresienstadt ermordet 8.2.1943                                                                                        | Stolperstein für Hildegard Gutjahr                | Eintrag auf stolpersteine-hamburg.de |